# Веремунд
Веремунд (лат. Veremundus; ?—між 500 та 508) — король свевів (475—508).

## Біографія
Про походження мало відомостей. За однією з версій був сином короля Теодемунда. Припущення про існування короля свевів Веремунда засноване на написі VI століття, виявленої в Сальвадор-де-Вайрано (у Португалії). Напис належить якійсь Маріспаллі, що заснувала християнський храм за часів цього короля. Цей напис раніше датували 484 роком (523 рік іспанської ери). Втім пізніше дослідження показало, що між D і X в датуванні має стояти ще й L, і в такому випадку цей напис датується 573 (а не 523) роком іспанської ери, тобто 535 роком. У такому випадку Веремунд міг бути наступником Теодемунда.
Вважається, що після смерті Теодемунда, викликаної новою війною з вестготами, Свевське королівство знову розпалося на декілька частин. Перебіг боротьби достеменно невідомий. Напевне існувало декілька королів, серед яких був Веремунд. Його суперниками були Герменерік (за однією з версій — васал вестготів) та Рехіла II.
На думку дослідників у 485 році Веремунд зумів завдати поразки Ґерменеріку та Рехілі II. Внаслідок цього до володінь Веремунда увійшли території, які контролював перший суперник, проте Рехілу II замінив його син Рехіар II. З останнім Веремунду довелося боротися, але він зазнав невдачі. Помер між 500 та 508 роками.